# Artes textiles de los pueblos originarios de América

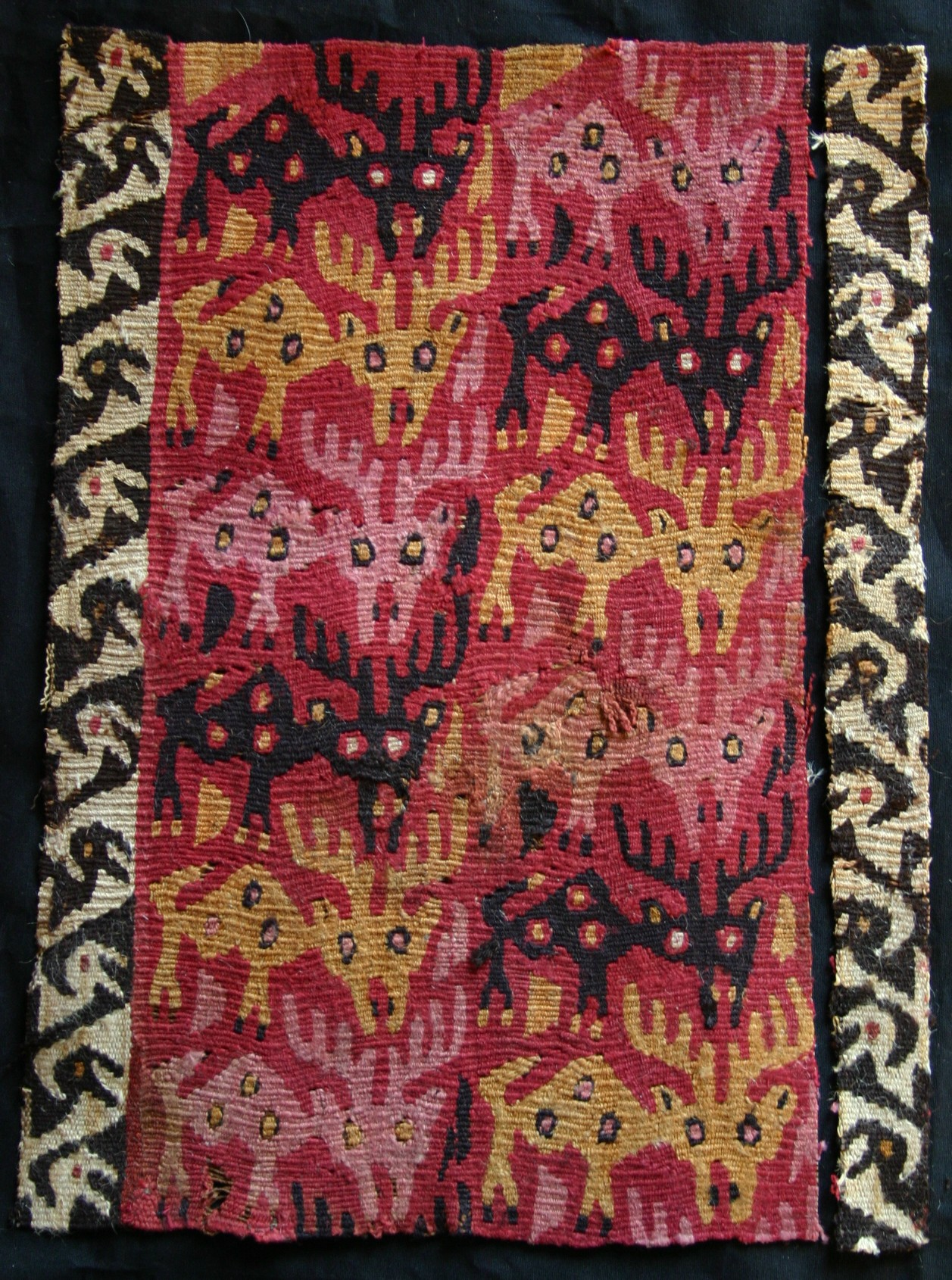
Cultura Chancay tapiz con ciervos, 1000-1450, Museo Lombards.

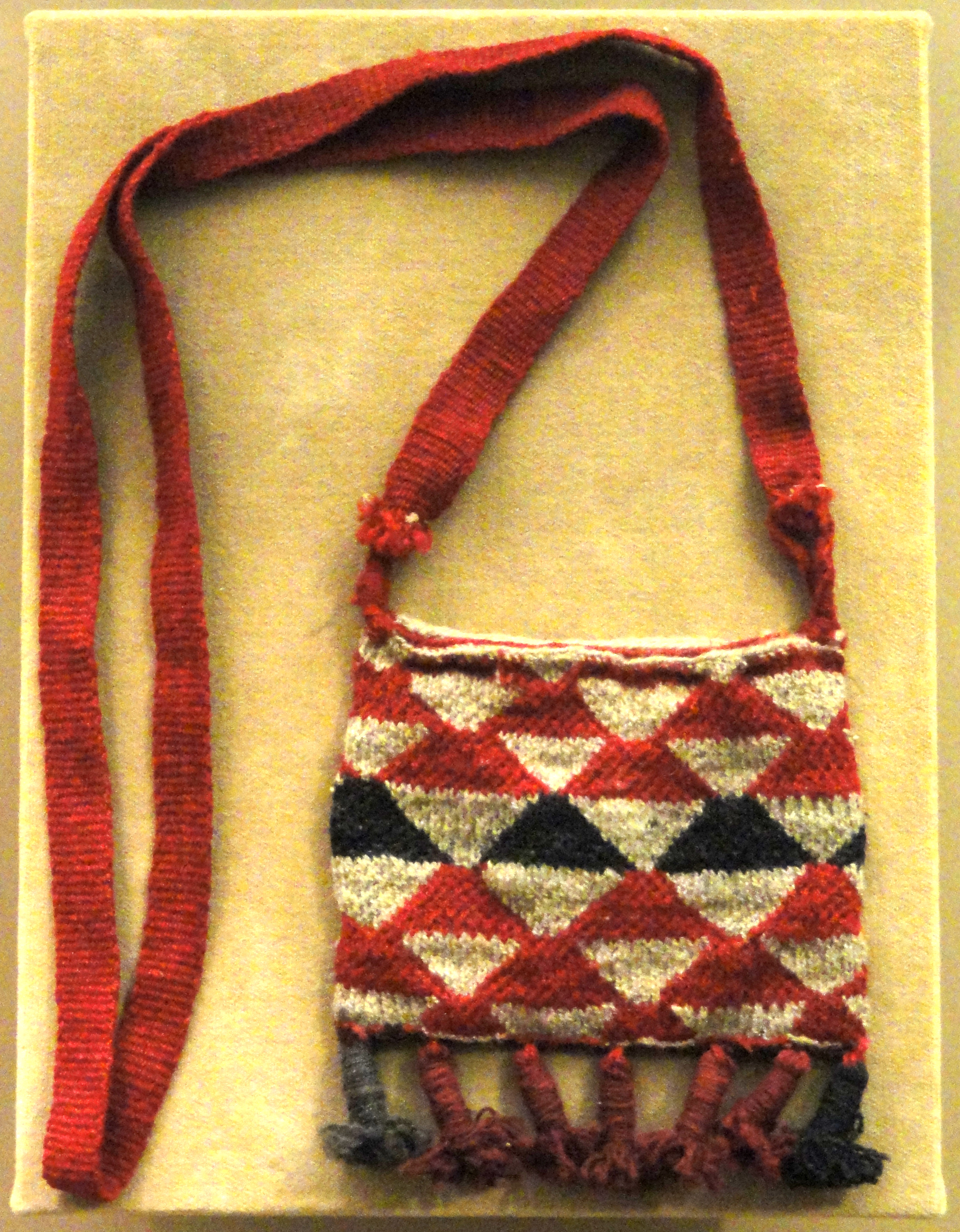
Morral textil, cultura Nivaclé, colección del Museo de Historia Natural, USA.

Las artes textiles de los pueblos originarios de América son obras de arte decorativas, utilitarias, ceremoniales o conceptuales hechas de fibras vegetales, lanas o sintéticas por los diversos pueblos nativos de América del Norte y del Sur.
Las artes textiles y las artes de la fibra incluyen telas que son un material tejido flexible, así como fieltro, telas de corteza, tejidos, bordados, trabajos con plumas, costura de piel, abalorios y medios similares. Las artes textiles son una de las primeras industrias conocidas. La cestería está asociada con las artes textiles.
Si bien los humanos han creado textiles desde los albores de la cultura, muchos son frágiles y se desintegran rápidamente. Los textiles antiguos se conservan solo en condiciones ambientales especiales. Los textiles más antiguos que se conocen en América son algunos trabajos de fibra encontrados en la cueva Guitarrero, Perú, que se remontan a 10,100 a 9,080 a. C.
Los textiles más antiguos que se conocen en América del Norte son los hilos y las telas de ligamento tafetán conservados en un estanque de turba en el sitio arqueológico de Windover en Florida, que data de 6.000 a. C.

## Regiones culturales

### Andes

Un quipu, o dispositivo textil de registro de la cultura Inca

Como se mencionó anteriormente, fragmentos de cuerdas y textiles que datan de hace entre 12,100 y 11,080 años han sido desenterrados de la cueva de Guitarrero en Perú. Debido a las condiciones extremadamente secas de las arenas del desierto, los tejidos trenzados de la civilización Norte Chico en Perú han sobrevivido, que se remontan al 2500-1800 a. C. El algodón y la lana de alpaca, llamas y vicuñas se han tejido en tejidos elaborados durante miles de años en los Andes y siguen siendo parte importante de la cultura quechua y aymara en la actualidad. Coroma, en la provincia de Quijarro, Bolivia, es un importante centro de producción textil ceremonial. Un anciano aymara de Coroma dijo: "En nuestros tejidos sagrados hay expresiones de nuestra filosofía y la base de nuestra organización social ... Los tejidos sagrados también son importantes para diferenciar una comunidad, o grupo étnico, de un grupo vecino ... " Los aguayos son prendas tejidas con fibras de camélidos con diseños geométricos que las mujeres andinas visten y usan para llevar bebés o mercancías.
Textiles incas
Awasaka era el grado de tejido más común producido por los Incas de todos los antiguos textiles peruanos, este era el grado más comúnmente utilizado en la producción de ropa Inca. Awaska estaba hecho de lana de llama o alpaca y tenía un alto número de hilos (aproximadamente 120 hilos por pulgada). Las prendas gruesas hechas de awaska se usaban como estándar entre las clases bajas de las tierras altas andinas, mientras que la ropa de algodón más ligera se producía en las tierras bajas costeras más cálidas. El algodón Pima peruano, tal como lo utilizaban los incas, todavía se considera uno de los mejores algodones disponibles en el mercado actual.
Los mejores tejidos incas estaban reservados para la nobleza y la realeza, incluido el propio emperador. Esta tela, denominada qompi, era de una calidad excepcionalmente alta y requería un cuerpo especializado y administrado por el estado de trabajadores dedicados. El qompi se confeccionaba con los mejores materiales disponibles, alpaca, en especial alpaca bebé, y lana de vicuña se utilizaron para crear artículos elaborados y ricamente decorados. Como resultado de su suavidad, los primeros exploradores españoles describen como "seda" los textiles incas hechos de fibra de vicuña. Sorprendentemente, la mejor tela inca tenía un número de hilos de más de 600 hilos por pulgada, más alto que el que se encuentra en los textiles europeos contemporáneos y no fue superado en ningún otro lugar del mundo hasta la revolución industrial en el siglo XIX.

### Costa del Caribe

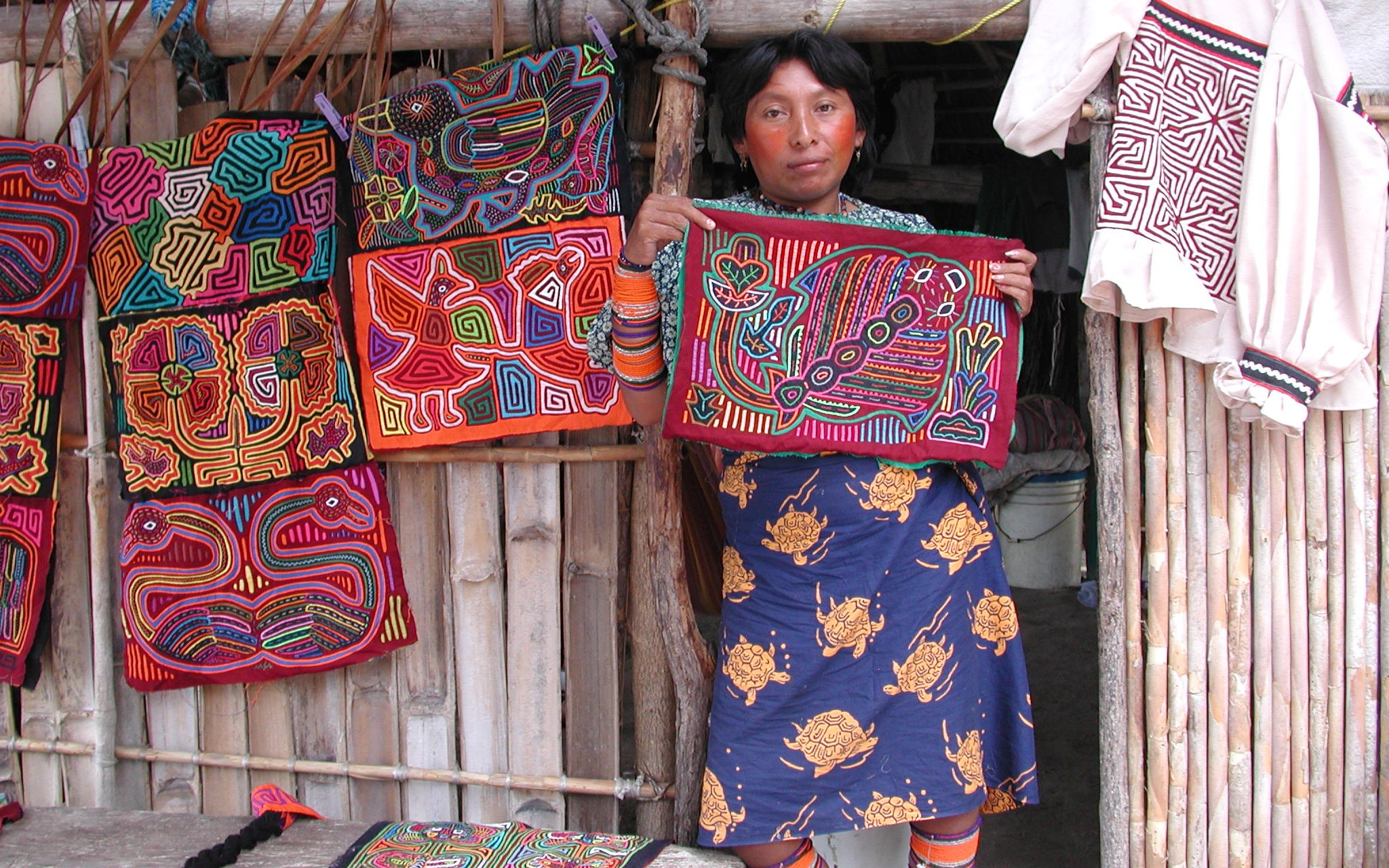
Mujer de la tribu Kuna con molas, archipiélago de San Blas, Panamá.

Los miembros de la tribu Kuna de Panamá y Colombia son famosos por sus molas, paneles de algodón con elaborados diseños geométricos creados mediante una técnica de aplicación inversa. Los diseños se originaron a partir de diseños tradicionales de pintura sobre  piel, pero hoy en día exhiben una amplia gama de influencias, incluida la cultura pop. Dos paneles de mola forman una blusa. Cuando una mujer kuna está cansada de una blusa, puede desarmarla y vender las molas a los coleccionistas de arte.

### Mesoamérica
Las mujeres mayas han tejido algodón con telares de cintura durante siglos, creando artículos como huipiles o blusas tradicionales. Los elaborados textiles mayas incluyen representaciones de animales, plantas y figuras de la historia oral. En los tiempos modernos, el tejido sirve como una forma de arte y una fuente de ingresos. La organización en cooperativas de tejedores ha ayudado a las mujeres mayas a ganar más dinero por su trabajo y a expandir enormemente el alcance de los textiles mayas en el mundo.

### Sureste de América del Norte
Se han encontrado trozos de tela de 7.000 a 8.000 años de antigüedad con entierros humanos en el sitio arqueológico Windover en Florida. Los entierros fueron realizados en una turbera. La tela se había convertido en turba, pero aún era identificable. Muchos cuerpos en el sitio habían sido envueltos en tela antes del entierro. Se encontraron ochenta y siete piezas de tela asociadas con 37 entierros. Los investigadores han identificado siete tejidos diferentes en la tela. Un tipo de tela tenía 26 hebras por pulgada (10 hebras por centímetro). También había tejidos con tramas de dos y tres hilos. Se encontró una bolsa redonda hecha de cordel, además de esteras. El hilo probablemente estaba hecho de hojas de palma. La palma de repollo, la palma enana americana y la palma matorral son comunes en el área, y lo habrían sido también hace 8.000 años.

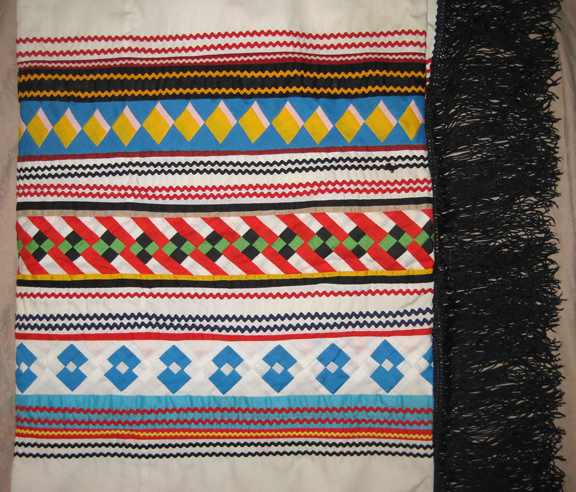
Mantón de retazos seminola hecho por Susie Cypress de la reserva india Big Cypress, c. 1980.

Las costureras semínolas, al tener acceso a las máquinas de coser a finales del siglo XIX y principios del XX, inventaron una elaborada tradición de apliques textiles. El mosaico de los seminolas, por el que se conoce a la tribu hoy en día, floreció en la década de 1920.